# Anemia perniciosa
La anemia perniciosa es un tipo de anemia megaloblástica causada por una gastritis atrófica y la subsiguiente pérdida de las células parietales del estómago responsables de secretar el factor intrínseco. Es resultado del déficit de vitamina B12, debido a un defecto en la absorción, ya que el factor intrínseco es esencial para la absorción de la vitamina B12, y es uno de sus principales desencadenantes. En un 90 por ciento de los casos se debe a una reacción autoinmune.
La anemia perniciosa se observa como resultado secundario de ciertas enfermedades endocrinas autoinmunes, tales como diabetes tipo 1, hipoparatiroidismo, enfermedad de Addison, hipopituitarismo, enfermedad de Graves, tiroiditis crónica, miastenia grave y vitiligo.
También por problemas digestivos o por medicamentos que alteren la absorción gástrica, como por infecciones por Helicobacter pylori, gastritis crónicas, enfermedad de Crohn, vegetarianos estrictos que no consumen suficientes alimentos enriquecidos con vitamina B12 ni un suplemento de vitamina B12, pobreza, desnutrición, esprue tropical o enfermedad celíaca, una dieta deficiente durante el embarazo (sobre todo en el primer trimestre), en pacientes bajo tratamientos para tuberculosis, sobre todo los que toman ácido paraaminosalicílico, colchicina y neomicina.

## Diagnóstico
En el estudio de esta enfermedad se encuentra un hemograma con disminución del hematocrito y de la hemoglobina. Los hematíes se encuentran aumentados de tamaño (macrocitosis) y con aumento de la cantidad de hierro en ellos, siendo así hipercrómicos. También puede haber leucopenia, neutrófilos hipersegmentados, el volumen corpuscular medio suele ser alto en estados avanzados de la anemia, plaquetas bajas (trombocitopenia), y los reticulocitos suelen tender a la baja, aun cuando suelen ser normales. Cambios en la LDH aumentándola, hiperbilirrubinemia, vitamina B12 en sangre menor a los 100 pg/ml, y examen de Schilling para determinación de holotranscobalamina II, y medición del ácido metilmalónico. Por palpación, puede existir un aumento del bazo.[cita requerida]

## Síntomas
Dificultad en la respiración, fatiga, palidez, alta frecuencia cardíaca, ausencia de apetito, diarrea, entumecimiento de las manos y pies con sensación de hormigueo, úlceras en la boca, marcha inestable, especialmente en la oscuridad. Puede haber alteraciones en la marcha, el equilibrio y en casos más graves alteraciones en la conducta.
La vitamina B12 es esencial para el correcto funcionamiento de diversas células, incluyendo las nerviosas y sanguíneas. La baja disponibilidad de esta vitamina en el organismo conduce progresivamente a la aparición de problemas neurológicos. Las neuropatías por deficiencia de Vitamina B12 pueden aparecer incluso antes de que se diagnostique la anemia. También se ven afectados el sistema gastrointestinal y el cardiovascular.
En casos graves la deficiencia de vitamina B 12 también puede afectar a otras líneas de células de la sangre como las plaquetas y los leucocitos.

## Tratamientos
Siguiendo un tratamiento adecuado, los síntomas y la enfermedad tienden a desaparecer en la mayoría de los casos. Es importante llevar seriamente el tratamiento.
En este caso el tratamiento definitivo para corregir la deficiencia de vitamina B12 consiste en inyecciones mensuales de la misma. Esta terapia corrige tanto la anemia como posibles complicaciones neurológicas si es administrada a tiempo.
En algunos casos (pacientes ancianos), además de inyecciones, se toman suplementos orales de vitamina B12 ya que solo el uno por ciento de la misma se absorbe.
También existe un preparado de vitamina B12 que se administra por la nariz. Y hace falta una dieta equilibrada, para así dar al organismo otros elementos: el ácido fólico, el hierro y la vitamina C, los cuales son fundamentales en el desarrollo de glóbulos realmente saludables.

## Personajes que la han padecido
- Mary Todd Lincoln, la esposa del presidente estadounidense Abraham Lincoln tenía síntomas de anemia perniciosa, y tal vez fue la causa de su muerte.[8]
- Alexander Graham Bell murió de anemia perniciosa el 2 de agosto de 1922.[9]
- Sophus Lie, un famoso matemático noruego.